# HOMER2
HOMER2 (англ. Homer scaffolding protein 2) – білок, який кодується однойменним геном, розташованим у людей на короткому плечі 15-ї хромосоми. Довжина поліпептидного ланцюга білка становить 354 амінокислот, а молекулярна маса — 40 627.
| 10         |  | 20         |  | 30         |  | 40         |  | 50         |
| ---------- |  | ---------- |  | ---------- |  | ---------- |  | ---------- |
| MGEQPIFTTR |  | AHVFQIDPNT |  | KKNWMPASKQ |  | AVTVSYFYDV |  | TRNSYRIISV |
| DGAKVIINST |  | ITPNMTFTKT |  | SQKFGQWADS |  | RANTVFGLGF |  | SSEQQLTKFA |
| EKFQEVKEAA |  | KIAKDKTQEK |  | IETSSNHSQE |  | SGRETPSSTQ |  | ASSVNGTDDE |
| KASHAGPANT |  | HLKSENDKLK |  | IALTQSAANV |  | KKWEIELQTL |  | RESNARLTTA |
| LQESAASVEQ |  | WKRQFSICRD |  | ENDRLRNKID |  | ELEEQCSEIN |  | REKEKNTQLK |
| RRIEELEAEL |  | REKETELKDL |  | RKQSEIIPQL |  | MSECEYVSEK |  | LEAAERDNQN |
| LEDKVRSLKT |  | DIEESKYRQR |  | HLKVELKSFL |  | EVLDGKIDDL |  | HDFRRGLSKL |
| GTDN       |  |            |  |            |  |            |  |            |

A: Аланін

C: Цистеїн

D: Аспарагінова кислота

E: Глутамінова кислота

F: Фенілаланін

G: Гліцин

H: Гістидин

I: Ізолейцин

K: Лізин

L: Лейцин

M: Метіонін

N: Аспарагін

P: Пролін

Q: Глутамін

R: Аргінін

S: Серин

T: Треонін

V: Валін

W: Триптофан

Задіяний у такому біологічному процесі, як альтернативний сплайсинг. 
Локалізований у клітинній мембрані, цитоплазмі, мембрані, клітинних контактах, клітинних відростках, синапсах.